# Durg (huyện)
Huyện Durg là một huyện thuộc bang Chhattisgarh, Ấn Độ. Thủ phủ huyện Durg đóng ở Durg. Huyện Durg có diện tích 8542 ki lô mét vuông. Đến thời điểm năm 2001, huyện Durg có dân số 2801757 người.